# بليموث (مونتسيرات)
بليموث (بالإنجليزية: Plymouth)‏ عاصمة سابقة والميناء الوحيد لمونتسيرات . لا أحد يسكن المدينة بسبب بركان أصاب المدينة في سنة 1995 وتم على إثرها اخلائها .

## المناخ
يظهر الجدول التالي التغييرات المناخية على مدار السنة لبليموث:
| البيانات المناخية لـبليموث        | البيانات المناخية لـبليموث | البيانات المناخية لـبليموث | البيانات المناخية لـبليموث | البيانات المناخية لـبليموث | البيانات المناخية لـبليموث | البيانات المناخية لـبليموث | البيانات المناخية لـبليموث | البيانات المناخية لـبليموث | البيانات المناخية لـبليموث | البيانات المناخية لـبليموث | البيانات المناخية لـبليموث | البيانات المناخية لـبليموث | البيانات المناخية لـبليموث |
| الشهر                             | يناير                      | فبراير                     | مارس                       | أبريل                      | مايو                       | يونيو                      | يوليو                      | أغسطس                      | سبتمبر                     | أكتوبر                     | نوفمبر                     | ديسمبر                     | المعدل السنوي              |
| --------------------------------- | -------------------------- | -------------------------- | -------------------------- | -------------------------- | -------------------------- | -------------------------- | -------------------------- | -------------------------- | -------------------------- | -------------------------- | -------------------------- | -------------------------- | -------------------------- |
| الدرجة القصوى °م (°ف)             | 32 (90)                    | 33 (91)                    | 34 (93)                    | 34 (93)                    | 36 (97)                    | 37 (99)                    | 37 (99)                    | 37 (99)                    | 36 (97)                    | 34 (93)                    | 37 (99)                    | 33 (91)                    | 37 (99)                    |
| متوسط درجة الحرارة الكبرى °م (°ف) | 29 (84)                    | 30 (86)                    | 31 (88)                    | 31 (88)                    | 32 (90)                    | 32 (90)                    | 33 (91)                    | 33 (91)                    | 32 (90)                    | 31 (88)                    | 30 (86)                    | 29 (84)                    | 31 (88)                    |
| متوسط درجة الحرارة الصغرى °م (°ف) | 23 (73)                    | 23 (73)                    | 24 (75)                    | 24 (75)                    | 24 (75)                    | 25 (77)                    | 25 (77)                    | 25 (77)                    | 24 (75)                    | 24 (75)                    | 24 (75)                    | 23 (73)                    | 24 (75)                    |
| أدنى درجة حرارة °م (°ف)           | 17 (63)                    | 18 (64)                    | 18 (64)                    | 18 (64)                    | 19 (66)                    | 21 (70)                    | 22 (72)                    | 22 (72)                    | 21 (70)                    | 19 (66)                    | 19 (66)                    | 18 (64)                    | 17 (63)                    |
| الهطول مم (إنش)                   | 122 (4.8)                  | 86 (3.4)                   | 112 (4.4)                  | 89 (3.5)                   | 97 (3.8)                   | 112 (4.4)                  | 155 (6.1)                  | 183 (7.2)                  | 168 (6.6)                  | 196 (7.7)                  | 180 (7.1)                  | 140 (5.5)                  | 1٬640 (64.6)               |
| المصدر: BBC Weather               |                            |                            |                            |                            |                            |                            |                            |                            |                            |                            |                            |                            |                            |

## معرض صور

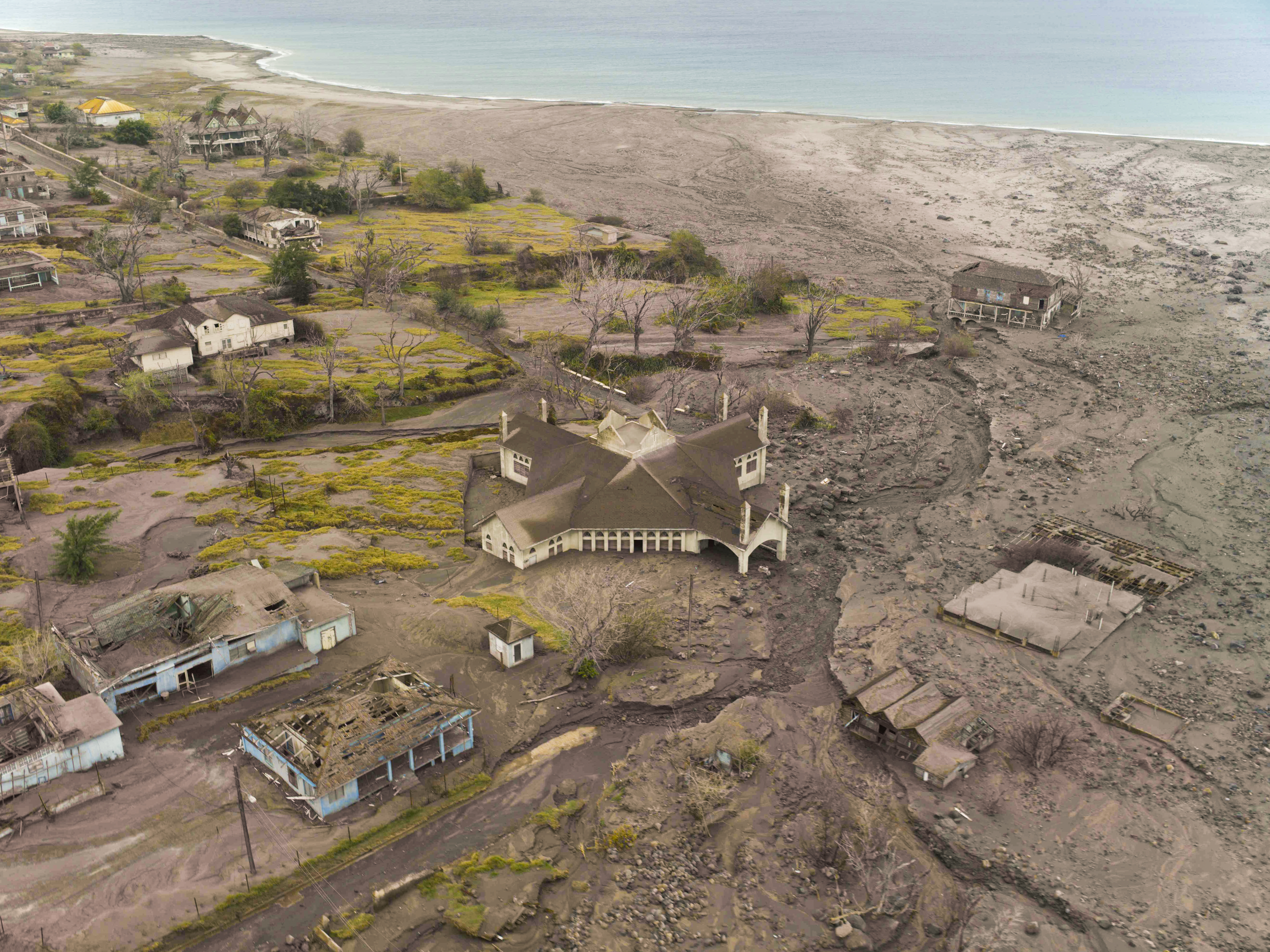
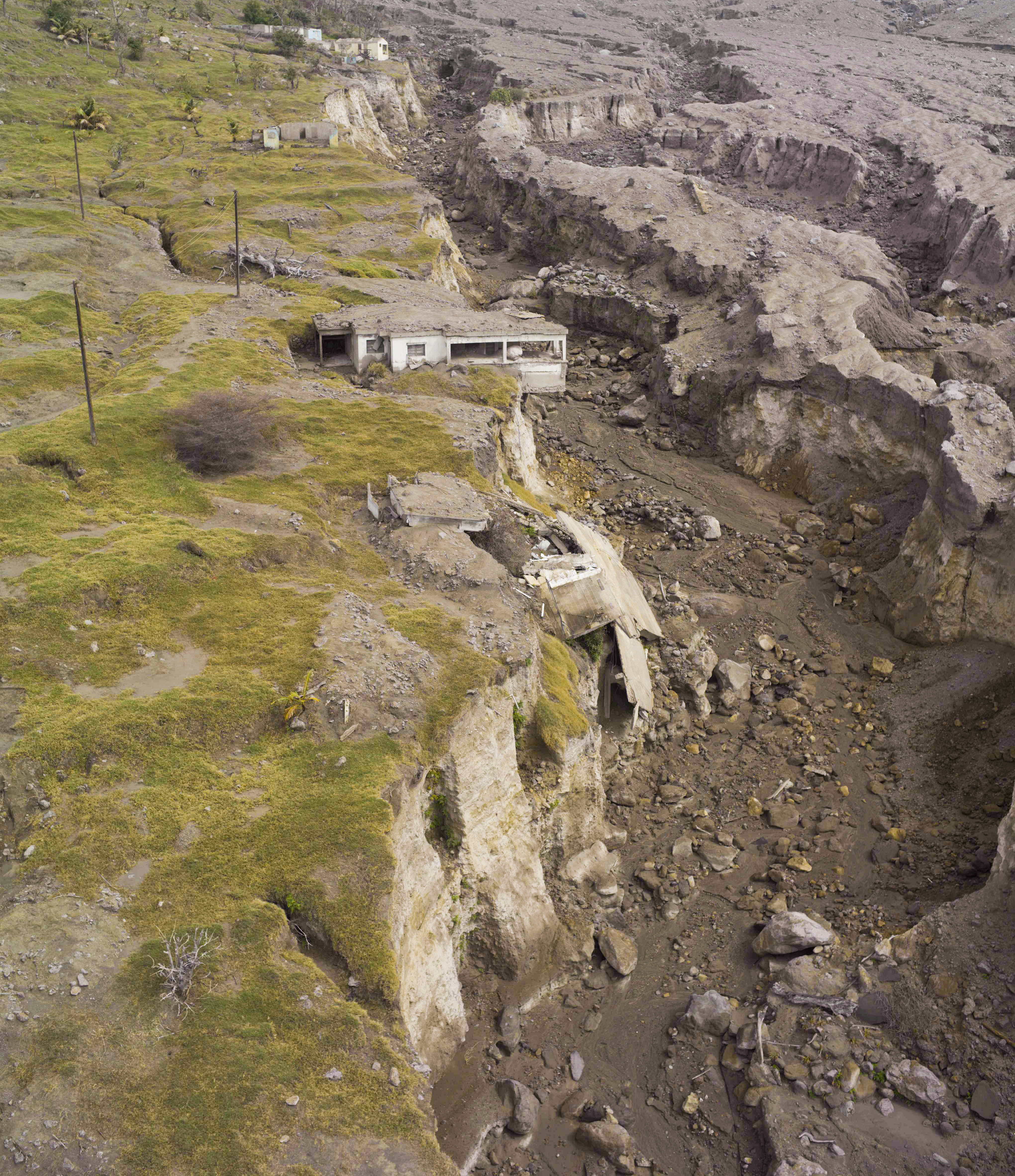
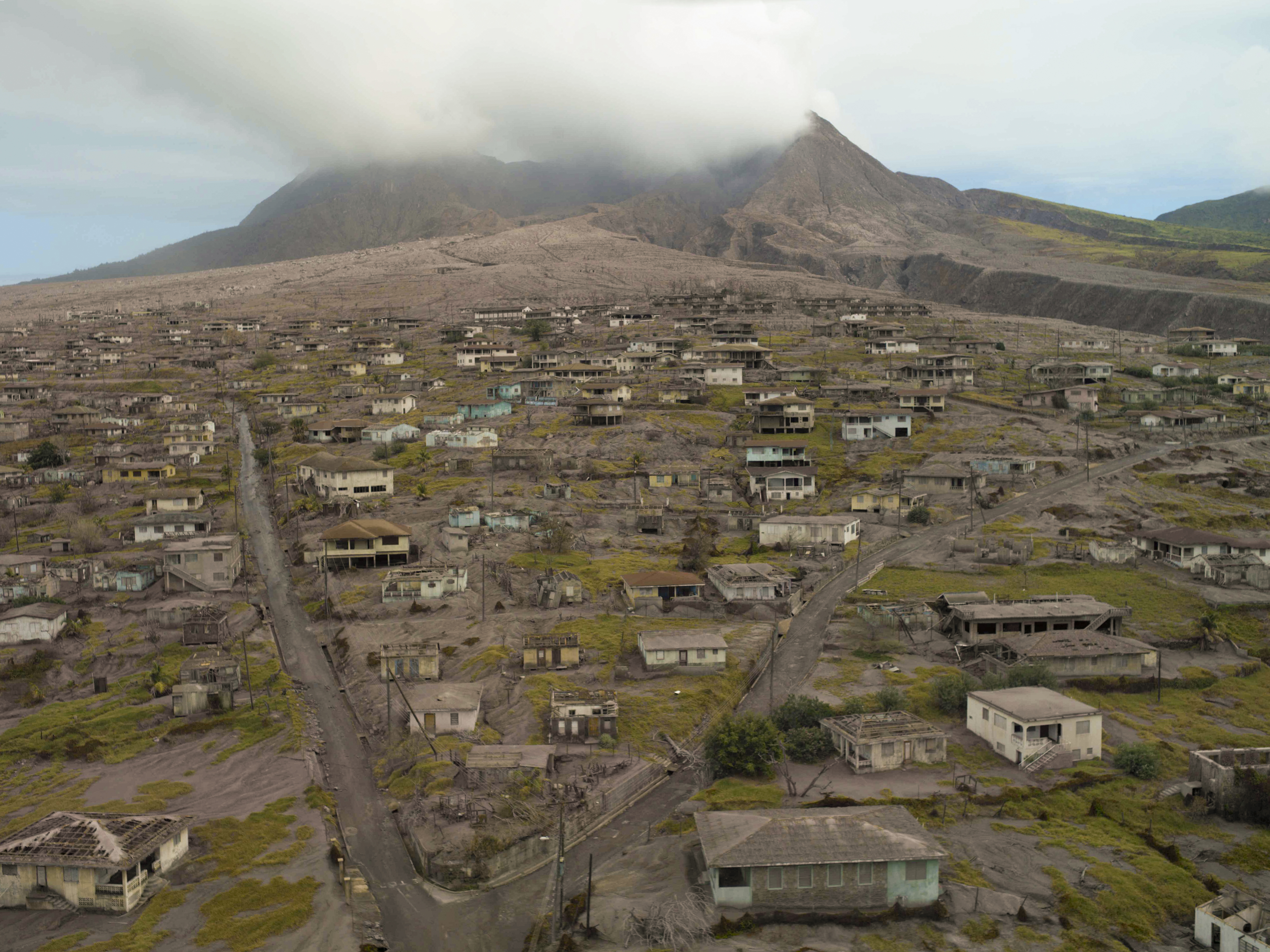
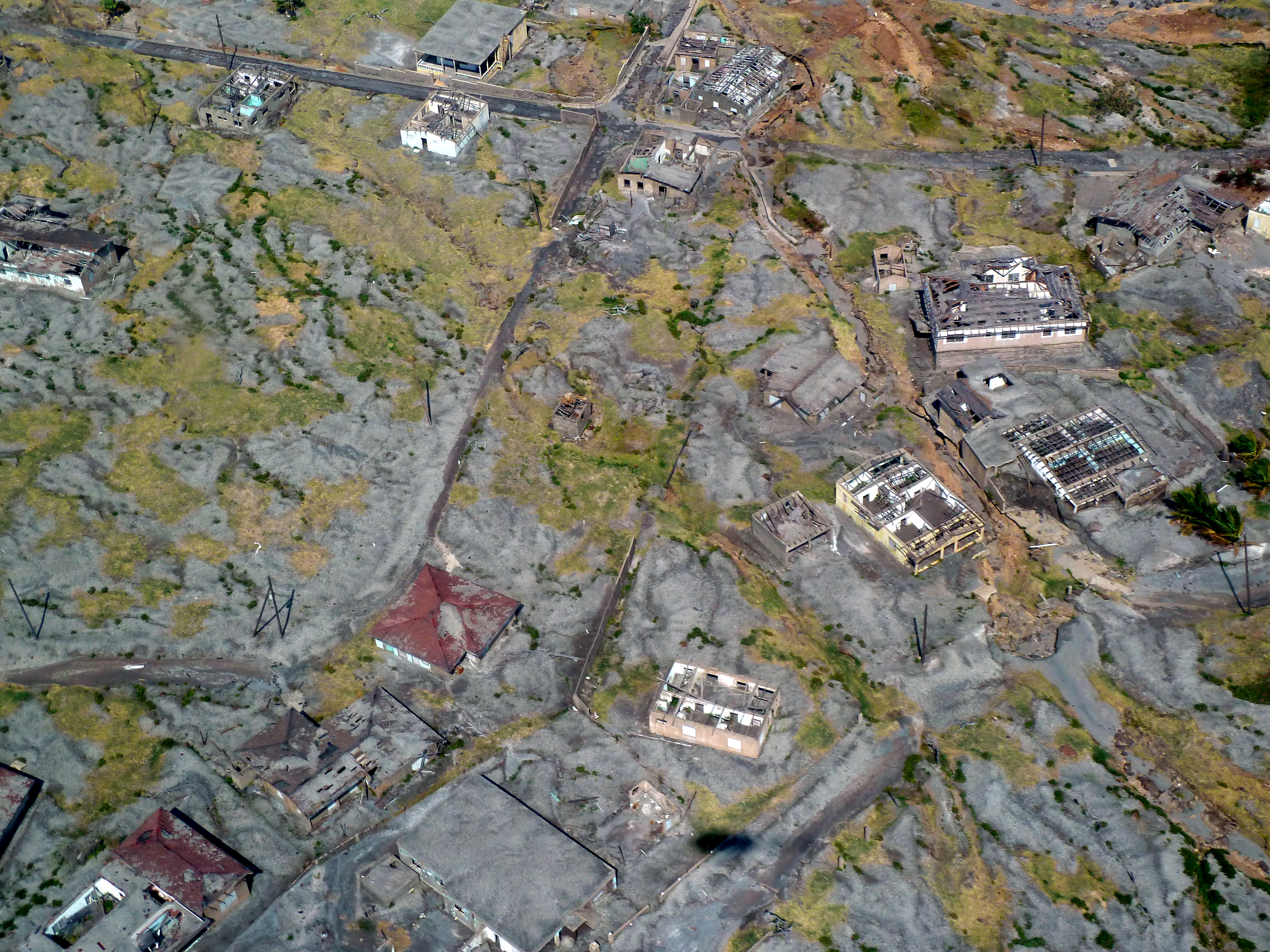
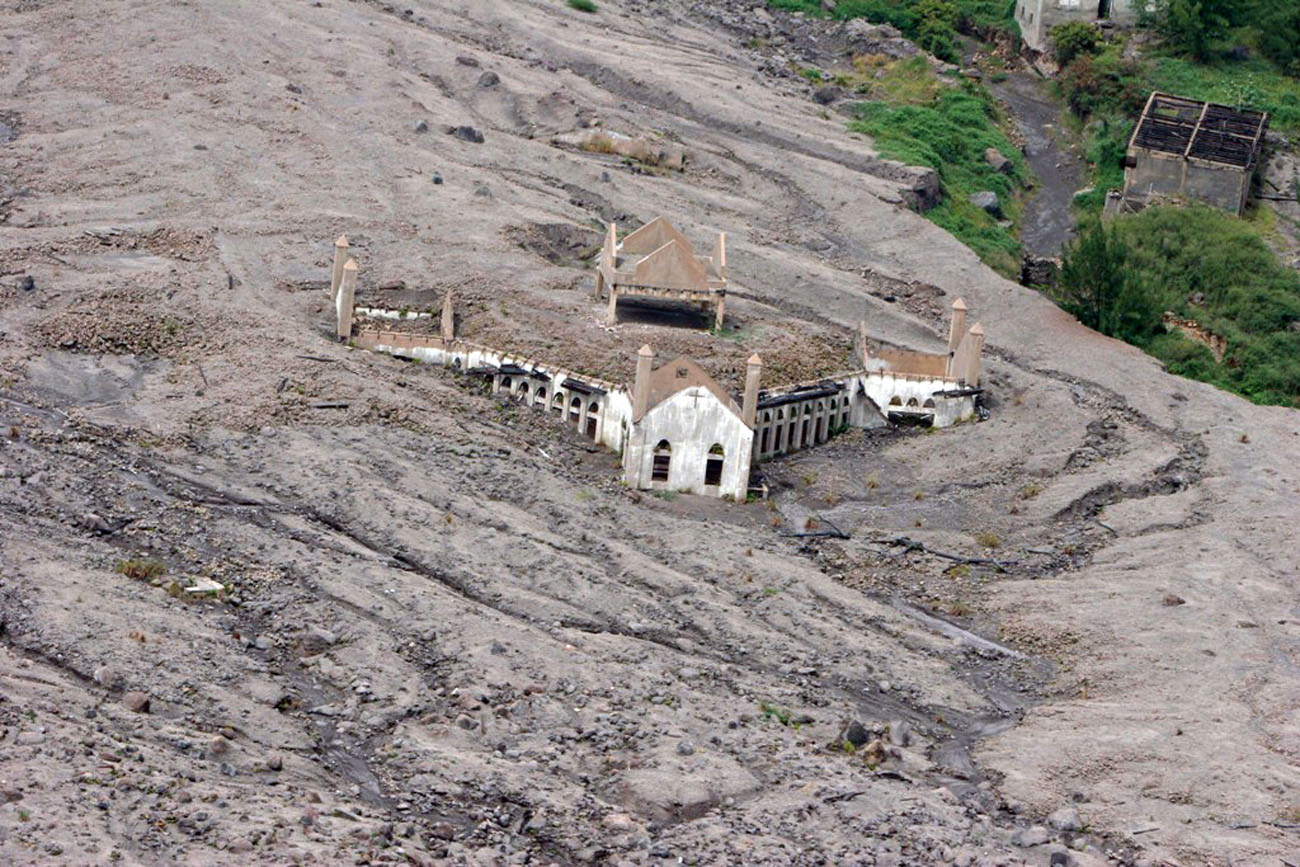
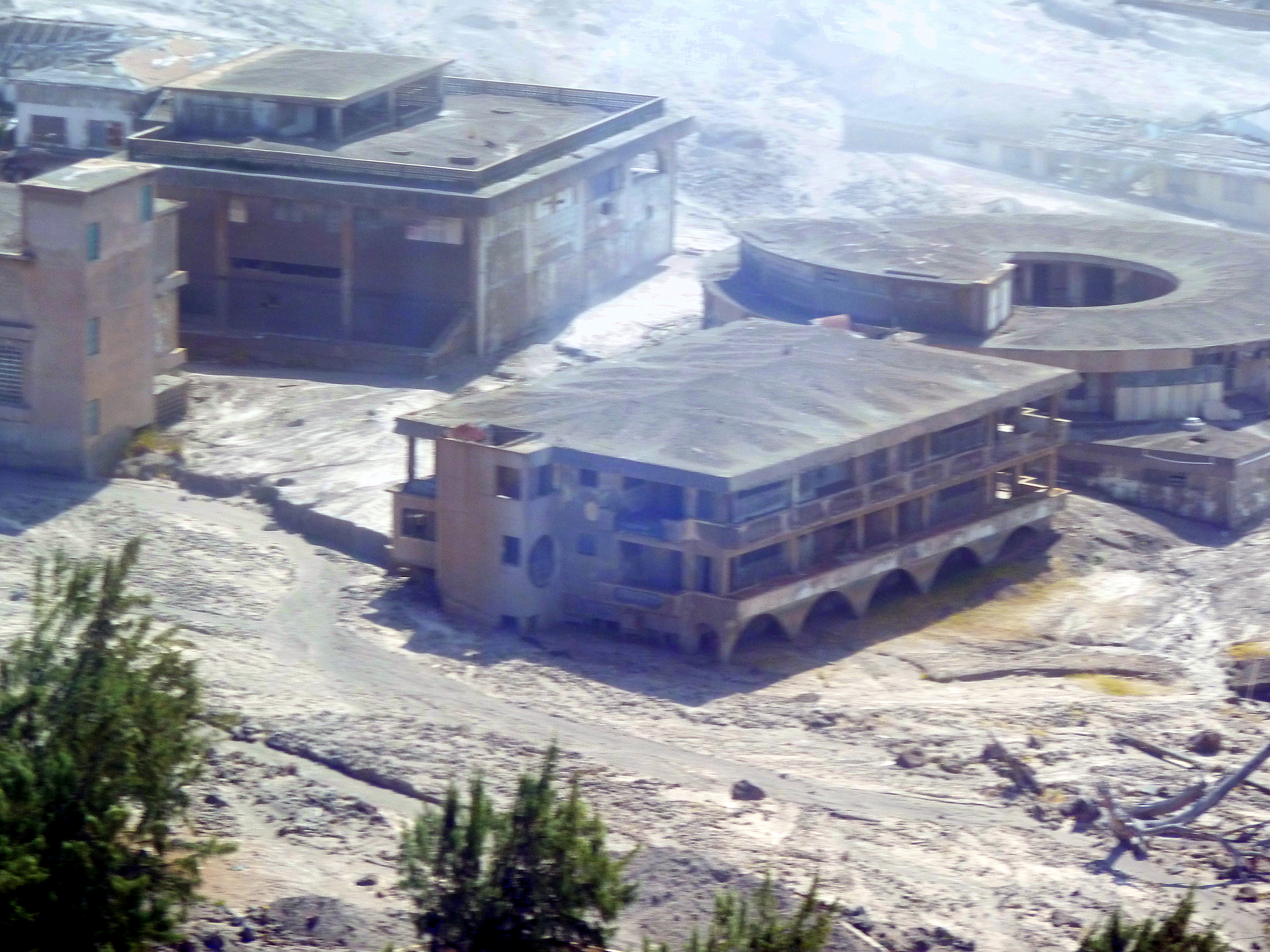

## أعلام
- دالي لي
- يوليوس موريس
- دوريان هاربر
- كارل فليتشير
- دوغلاس روبنسون